# توريلاس دي يوبريغات
بلدية توريليس دي يوبريغات (بالكاتالانية: Torrelles de Llobregat) هي إحدى بلديات مقاطعة برشلونة، والتي تقع في منطقة كاتالونيا، شرق إسبانيا.
يبلغ عدد سكانها 4.974 نسمة وفقاً لإحصائية سنة (2007).